# Rick Husband

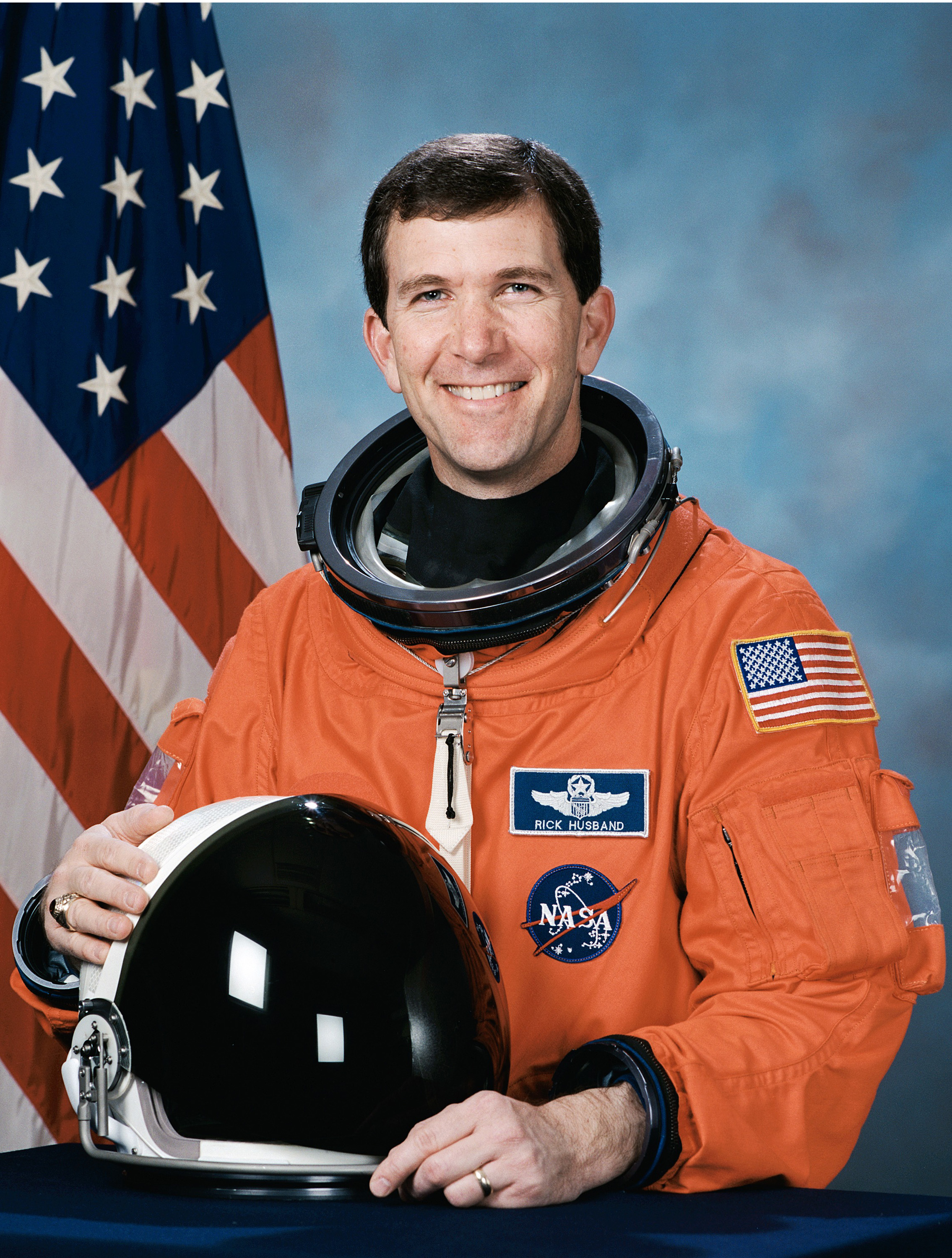
Richard Douglas Husband.

Rick Douglas Husband (Amarillo (Texas), 12 juli 1957 -  boven de staat Texas, 1 februari 2003) was een Amerikaans ruimtevaarder, die verongelukte met de Spaceshuttle Columbia.
Husband was de commandant van deze laatste missie. De volledige bemanning van de Columbia vond de dood op 1 februari 2003, 17 jaar na de ramp met de Challenger. Hij was professioneel astronaut sinds 1994. Hij was al piloot voor de STS-96 missie in 1999.
Tevens werd planetoïde 51823 Rickhusband naar hem vernoemd.
Rick Husband werd 45 jaar en was vader van 2 kinderen.